# Hermes DVS in het seizoen 1961/62
Het seizoen 1961/1962 was het achtste jaar in het bestaan van de Schiedamse betaaldvoetbalclub Hermes DVS. De club kwam uit in de Eerste divisie B en eindigde daarin op de 12e plaats, dit betekende rechtstreekse degradatie naar de Tweede divisie. Tevens deed de club mee aan het toernooi om de KNVB Beker, hierin werd in de tweede ronde verloren van SVV (1–3).

## Wedstrijdstatistieken

### Eerste divisie B
|       | Be Quick | EBOH  | Elinkwijk | Enschedese Boys | Excelsior | Heerenveen | Heracles | Hilversum | HVC   | Limburgia | NOAD  | RBC   | SHS   | VSV   | Wageningen | Wilhelmina | ZFC   |
| ----- | -------- | ----- | --------- | --------------- | --------- | ---------- | -------- | --------- | ----- | --------- | ----- | ----- | ----- | ----- | ---------- | ---------- | ----- |
| Thuis | 1 – 2    | 3 – 1 | 0 – 1     | 3 – 1           | 3 – 2     | 2 – 2      | 1 – 1    | 1 – 4     | 4 – 4 | 1 – 1     | 0 – 2 | 2 – 1 | 1 – 2 | 4 – 1 | 4 – 2      | 1 – 0      | 3 – 1 |
| Uit   | 2 – 1    | 1 – 6 | 2 – 1     | 4 – 0           | 1 – 1     | 1 – 1      | 5 – 0    | 1 – 2     | 1 – 3 | 3 – 1     | 2 – 0 | 2 – 0 | 4 – 0 | 3 – 0 | 2 – 1      | 0 – 1      | 0 – 0 |

### KNVB Beker
| 2e ronde                                        | SVV                                     | 3 – 1 (3 – 0) | Hermes DVS                   |
| 31 maart 1962 Plaats: Schiedam Frankelandsedijk | Joop Herwig 3' Gerrit van Pelt 13', 23' |               | 73' (pen.) Theo van der Poel |

## Statistieken Hermes DVS 1961/1962

### Eindstand Hermes DVS in de Nederlandse Eerste divisie B 1961 / 1962
| Stand | Gespeeld | Gewonnen | Gelijk | Verloren | Punten | Doelpunten voor | Doelpunten tegen |
| ----- | -------- | -------- | ------ | -------- | ------ | --------------- | ---------------- |
| 12e   | 34       | 12       | 7      | 15       | 31     | 52              | 62               |

### Topscorers
| #                    | Naam               | Goal |
| -------------------- | ------------------ | ---- |
| 1.                   | Theo van der Poel  | 10   |
| 2.                   | Paul Kuipers       | 9    |
| 3.                   | Peet Geel          | 6    |
| 3.                   | Hans van Yperen    | 6    |
| 5.                   | Piet Janse         | 5    |
| 6.                   | Wilco de Boer      | 4    |
| 7.                   | Hans Eijkenbroek   | 2    |
| 7.                   | Wim Groenewegen    | 2    |
| 9.                   | Ferry van Buitenen | 1    |
| 9.                   | Aad van Diest      | 1    |
| 9.                   | Piet Henke         | 1    |
| 9.                   | Aad Monster        | 1    |
| 9.                   | Jan Rijke          | 1    |
| 9.                   | Hans Sigmond       | 1    |
| Onbekende doelpunten |                    |      |
| –                    | Onbekend           | 2    |
| Totaal               | Totaal             | 52   |

| #      | Naam              | Goal |
| ------ | ----------------- | ---- |
| 1.     | Theo van der Poel | 1    |
| Totaal | Totaal            | 1    |